# Park Chong-pal
Park Chong-pal est un boxeur sud-coréen né le 11 août 1960 à Séoul.

## Carrière
Successivement champion de Corée des poids moyens en 1978, champion d'Asie OPBF de la catégorie entre 1979 et 1983 puis des mi-lourds en novembre 1983, il devient champion du monde des super-moyens IBF le 22 juillet 1984 en battant par KO au 11e round Murray Sutherland. Park conserve à 8 reprises sa ceinture qu'il laisse finalement vacante en 1987 pour affronter Jesus Gallardo, titre WBA en jeu. Il l'emporte le 6 décembre 1987 par arrêt de l'arbitre dès le 2e round puis bat l'année suivante Polly Pasireron avant d'être détrôné par Fulgencio Obelmejias le 23 mai 1988.